# Gluhavica
Gluhavica (cyr. Глухавица) – wieś w Serbii, w okręgu raskim, w gminie Tutin. W 2011 roku liczyła 249 mieszkańców.